# Бадюк, Сергей Николаевич
Серге́й Никола́евич Бадю́к (род. 3 июля 1970, Гибаловка, Шаргородский район, Украинская ССР, СССР) — российский спортсмен, актёр и общественный деятель.

## Биография
Родился 3 июля 1970 года в селе Гибаловка Шаргородского района Винницкой области. Отец — сотрудник милиции, мать — учительница английского языка.
В 1992 году окончил Финансовую академию при Правительстве Российской Федерации по специальности «Финансовый менеджмент».
Сыновья Артём (5 апреля 2001 года), Остап (2004) и Аким (2014).

## Карьера
С 2017 года является военным корреспондентом-волонтёром в Сирии в составе сетевого информационного агентства «ANNA-news». В декабре 2017 года возглавил телеканал «Точка отрыва», освещающий активный образ жизни и массовые спортивные увлечения.
С 2018 года ведущий/тренер реалити-шоу «Взвешенные и счастливые люди» на СТС.
В 2018 стал лицом и идейным вдохновителем сети детских спортивных секций «Боевые панды».

### Актёрская деятельность
В 2011 году сыграл небольшую роль в сериале «Интерны» в роли давнего приятеля Быкова байкера Борова. В том же году снимался в криминальном сериале «Терминал».
В 2012 году с участием Бадюка вышло 7 картин, в одной из которых — романтической комедии «Свидание» — он сыграл главную роль поклонника героини Екатерины Климовой. Играл в фантастическом фильме 2014 года «Тайный город-2». Снимался в небольшой роли в киноальманахе «Мамы».
В 2015 Бадюк принял участие в съемках романтической комедии «Лабиринты любви», снялся в фильме «Помню — не помню» и триллере «Родина». В 2016 году состоялась премьера картины «Дед Мороз. Битва Магов», где Бадюк исполнил роль Доброхота.
В период с 2017 по 2018 год участвовал в съемках серии фильмов «Гоголь» в роли кузнеца Вакулы.
С 2018 по 2022 год был генеральным директором и ведущим телеканала «Точка Отрыва».
С 15 ноября 2019 по 15 мая 2021 года был ведущим документального спецпроекта программы «СОВБЕЗ»
Снялся в боевике «Найти и уничтожить» (2020), в котором сыграл украинского торговца оружием Игоря Родина.

### Общественная деятельность
В рамках общественной деятельности посещает пенитенциарные учреждения для проведения тренировок и встреч.

## Критика
На сайте Федерации армлифтинга (APL), возглавляемой Бадюком, а также федерации Киокушин Будо Кай утверждается, что Бадюк — мастер спорта по 5 видам спорта, однако критики утверждают, что данная информация нигде документально не подтверждена, а большинство званий Сергея Бадюка не включены в дисциплины Всероссийского реестра видов спорта.
На чемпионате Восточной Европы по армлифтингу Всемирной ассоциации армлифтинга (WAA) 2015 года Сергей Бадюк, будучи Президентом WAA (из неё он вышел в тот же год), присвоил авторский кованый снаряд Rolling Thunder, предназначавшийся для вручения победителю, чем вызвал возмущение у спортсменов.

## Фильмография

### Актёр
- 2007 — «Савва Морозов» — Тихон
- 2009 — «Пурпурные облака»
- 2009 — «Забава»
- 2009 — «Антикиллер-3» — Ефим Борода
- 2009 — «2 дамы в Амстердаме»
- 2009 — «Мустанг»
- 2011 — «Терминал» — Гиря
- 2011 — «Интерны» (63 серия) — байкер Боров (О. С. Якунин)[18]
- 2011—2014 — «Зайцев+1» — эпизод[18]
- 2011 — Шаман
- 2012 — «Свидание» — Борис
- 2012 — «Мамы» (Операция «Мама») — охранник
- 2012 — «Кремень» — Сиплый, главарь беглых зэков
- 2012 — «Соловей-Разбойник» — Игнатий Николаевич Кривенко («Молот»)
- 2012 — «Бригада: Наследник» — Серега
- 2012 — «Топтуны» (сериал) — Мардан
- 2012 — «Забава»
- 2013 — «Цезарь» — камео
- 2014 — «Тайный город» — Зорич
- 2015 — «Неформат» — камео[18]
- 2015 — «Родина» — Тимур
- 2015 — «Каждый 88» (короткометражный) — Андре де Марсо, французский атлет
- 2015 — «Третий поединок» — камео
- 2016 — «Помню не помню» — Леопольд
- 2016 — «Дед Мороз. Битва Магов» — Доброхот
- 2017 — «Гоголь. Начало» — кузнец Вакула
- 2017 — «Опа, Новый год!»
- 2018 — «Гоголь. Вий» — кузнец Вакула
- 2018 — «Последняя миссия» («Attrition») — «Голливуд»
- 2018 — «Гоголь. Страшная месть» — кузнец Вакула
- 2018 — «Бицуха» (телесериал)
- 2019 — «Гоголь» — кузнец Вакула
- 2020 — «Сержант» — Сергей («Пионер»)
- 2020 — «Найти и уничтожить» — Игорь Родин
- 2020 — «Холодец» (короткометражный) — мясник
- 2021 — «Александр Пересвет — Куликово эхо» — Ослябя

### Автор / режиссёр
- 2012 — спортивный цикл «Страна Героев»
- 2017 — «Дороги Сирии»
- 2017 — «Специальный репортаж Сергея Бадюка из Алеппо»
- 2018 — «И грянул ГРОМ»
- 2018 — «Начкар пожарной части»
- 2019 — «Краповый Батя»[19]
- 2019 — «Сергеич — генерал спецназа ГРУ»
- 2019 — «Паломник» — путешествие русского священника в Сирии
- 2019 — «Правда о стингерах и войне в Афганистане — история спецназа ГРУ»
- 2019 — «Детектор ФСБ»
- 2020 — «Ангелы»
- 2020 — «МусБат»